# 米哈伊尔·维克托罗夫

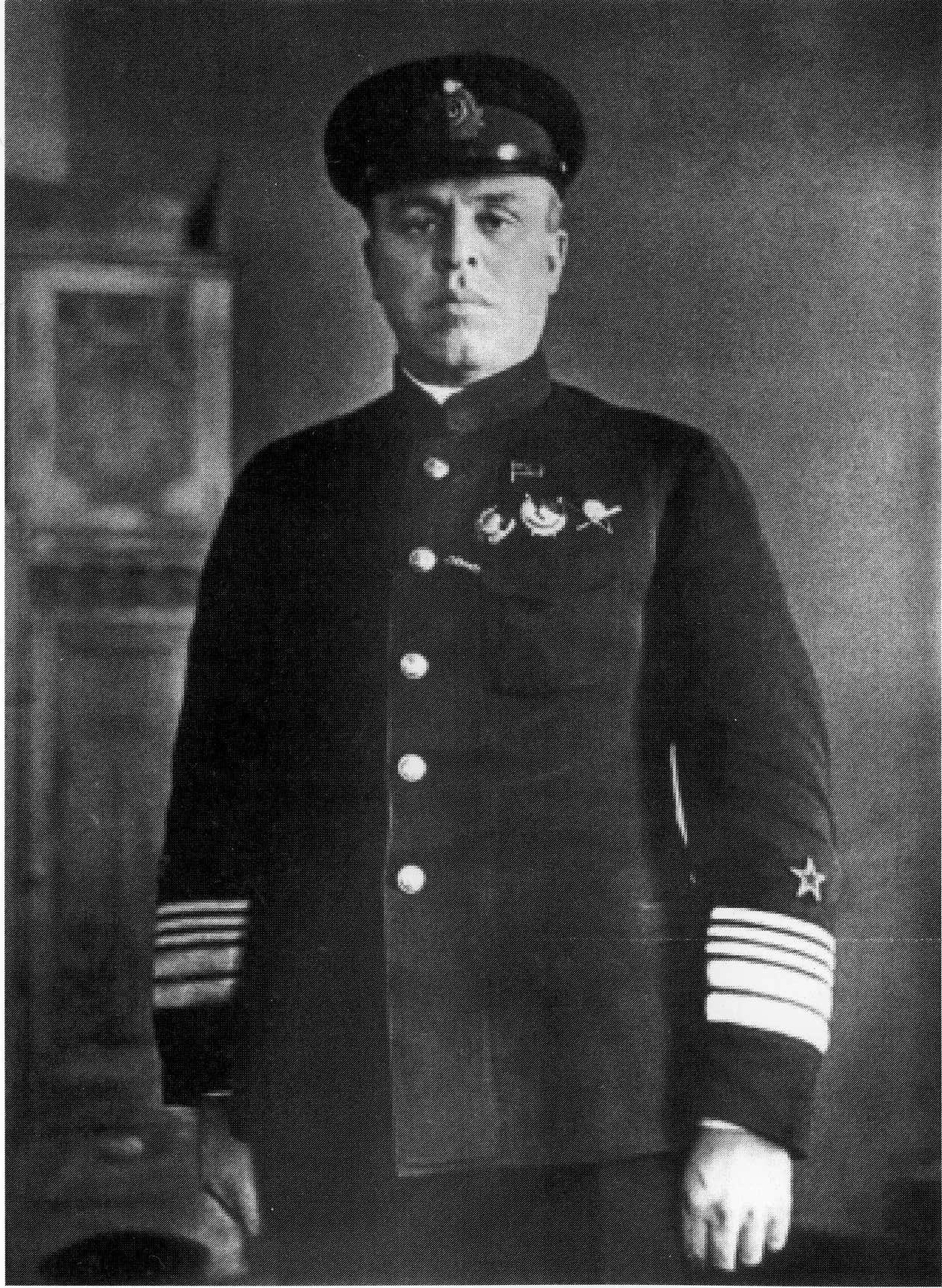
米哈伊尔·弗拉基米罗维奇·维克托罗夫

米哈伊尔·弗拉基米罗维奇·维克托罗夫（俄语：Михаи́л Влади́мирович Ви́кторов，1894年12月24日—1938年8月1日）是苏联海军高级将领，苏联中央执行委员会委员、苏联红海军司令。

## 生平
1893年，出生于雅罗斯拉夫尔军人家庭。
1910年，毕业于沙俄军队武备学校。
1913年，毕业于沙俄海军武备学校。
1915年，毕业于沙俄海军武备学校水雷班。
1917年，毕业于沙俄海军武备学校领航班，任“公民”号战列舰航海长。
同年，十月革命爆发，任海军奥列格号巡洋舰指挥官。
1918年，国内革命时期，参加纳尔瓦登陆作战。
1919年，参与外国武装干涉军和白军作战。
1921年，参加平定喀琅施塔得叛乱。5月，任波罗的海舰队司令员。
1924年，毕业于苏联红军海军学院进修班。6月，任黑海舰队司令员。12月，任海军海道测量部部长。
1932年，加入联共。3月，任红军远东海军司令员。
1935年，任海军太平洋舰队司令员。
1937年，任工农红军海军司令员兼军事委员会委员。
1938年，死于苏联“大清洗”。
1956年，平反。